# Georges Gope-Fenepej
Georges Gope-Fenepej (Lifou, 23 de octubre de 1988) es un futbolista neocaledonio que juega como delantero y su equipo es el Saint-Pryvé Saint-Hilaire F. C. del Championnat National 2 de Francia. Es internacional absoluto con la selección de Nueva Caledonia desde 2011.

## Carrera

### Inicios en Nueva Caledonia
Debutó en 2006 jugando para el Kirkitr, donde permanecería hasta 2010. A principios de 2011 comenzó a jugar en el primer equipo del AS Magenta, equipo participante de la Superliga de Nueva Caledonia. Bajo el mando del entrenador francés Alain Moizan, tuvo su debut en un partido internacional el 21 de febrero ante el Auckland City en la Liga de Campeones de la OFC 2010-11, que ganaría el partido 1-0. Cuatro días más tarde marcó un doblete en el encuentro contra el AS Tefana de la Polinesia Francesa, que fue victoria para el AS Magenta por 3-0. También jugó ante el Waitakere United un mes después, ya con ambos clubes eliminados, el delantero fue amonestado y Magenta perdió 2-1.
Su club no pudo obtener la liga ese año, y a mitad de la temporada 2012, tampoco demostraba poder proclamarse campeón. Por lo que luego de que finalizara la Copa de las Naciones de la OFC, y al ser contactado por el Troyes, recién ascendido a la Ligue 1, decidió partir a Francia para continuar su carrera allí, convirtiéndose en un futbolista profesional, que un año más tarde lograría César Lolohea también.

### Troyes
Llegó al elenco francés previo al inicio de la temporada 2012-13. Pero en seis meses solo recibió una convocatoria para ocupar un puesto en el banco ante el Valenciennes. Su debut profesional se produjo finalmente el 4 de febrero de 2013, cuando ingresó sobre el final del partido entre el Troyes y el Lille, en la 23.ª fecha de la liga de Francia. El jugador se expresó muy contento por lo sucedido, y remarcó que era un gran paso en su carrera.
A final de temporada el Troyes terminó 18.º y descendió a la Ligue 2. A pesar de esto, Gope-Fenepej renovó su contrato por un año más. Al inicio de la temporada 2013/14, fue parte del equipo titular en el primer partido, y aunque perdió regularidad en los siguientes encuentros, la recuperó en la segunda mitad del torneo, totalizando 16 apariciones en liga y dos en partidos de copa pero su club se clasificó 10.º, a 14 puntos de la zona de ascenso. El neocaledonio logró extender su estadía en el Troyes por dos años.
En la temporada 2014-15 convirtió su primer gol profesional en el encuentro que el Troyes ganó por 4-0 ante el Gazélec Ajaccio. En octubre de 2014 fue dado a préstamo al Boulogne, participante del Championnat National, tercera división de Francia.

### Amiens
A su regreso, y al continuar jugando únicamente en el equipo reserva del Troyes, Gope-Fenepej rescindió su contrato y firmó con el Amiens del Championnat National. En la temporada 2015-16 el club ascendió a la Ligue 2 y en la 2016-17 volvió a lograr el ascenso, esta vez a la Ligue 1, con el neocaledonio disputando 13 encuentros.

### Le Mans FC
En julio de 2018 fichó por el Le Mans FC del Championnat National.

## Selección nacional
Hizo su debut con Nueva Caledonia el 27 de agosto de 2011, en la primera fecha de los Juegos del Pacífico ante Vanuatu, en dicho partido Gope-Fenepej marcó tres tantos. Volvería a marcar ante Tuvalu, Tahití por partida doble y las Islas Salomón en la final que coronó como medalla de oro del Pacífico a la selección neocaledonia.
Tuvo una gran actuación en la Copa de las Naciones de la OFC 2012 donde convirtió tres goles, siendo parte de la gran campaña de su selección en el evento, que eliminó a Nueva Zelanda en semifinales y fue subcampeón. Más adelante ese año y a principios de 2013, sería el goleador de la tercera fase de la clasificación de OFC para la Copa Mundial de Fútbol de 2014, en donde Les Cagous quedaron seis puntos por debajo de la selección neozelandesa, clasificada al repechaje ante el cuarto mejor posicionado del hexagonal final de la Concacaf. En 2016 fue convocado para la Copa de las Naciones de la OFC, pero finalmente no se integró al plantel por sus obligaciones con el Amiens.

## Clubes
| Club                            | País            | Año       | Partidos | Goles |
| ------------------------------- | --------------- | --------- | -------- | ----- |
| A. S. Kirkitr                   | Nueva Caledonia | 2006-2010 | 0        | 0     |
| A. S. Magenta                   | Nueva Caledonia | 2011-2012 | 3        | 2     |
| E. S. Troyes A. C.              | Francia         | 2012-2015 | 22       | 2     |
| U. S. Boulogne (cedido)         | Francia         | 2014-2015 | 27       | 9     |
| Amiens S. C.                    | Francia         | 2015-2018 | 38       | 5     |
| Le Mans F. C.                   | Francia         | 2018-2021 | 46       | 8     |
| U. S. Concarneau                | Francia         | 2021-2023 | 44       | 2     |
| Saint-Pryvé Saint-Hilaire F. C. | Francia         | 2023-     |          |       |

## Palmarés

### Títulos nacionales
| Título    | Club          | País            | Año  |
| --------- | ------------- | --------------- | ---- |
| Superliga | A. S. Magenta | Nueva Caledonia | 2012 |

### Títulos internacionales
| Título                      | Club (*)           | País            | Año  |
| --------------------------- | ------------------ | --------------- | ---- |
| Oro en los Js. del Pacífico | Selección nacional | Nueva Caledonia | 2011 |

(*) Incluyendo la selección.